# Orlane Kanor
Orlane Kanor (Les Abymes, 16 de junho de 1997) é uma jogadora de handebol francesa.

## Carreira
Nascido em16 de junho de 1997 em Abymes de sua mãe Marie Céline Fleurival, gerente de um pequeno restaurante Le Coquillage na orla da praia de Saint-Anne, ela começou a praticar handebol na juventude. Em 2015, ela deixou sua terra natal, Guadalupe, e seu clube Zayen La de Morne à l'eau ou Intrépide de Sainte-Anne 5 para ingressar no centro de treinamento Metz Handball. Ela fez sua estreia na equipe durante a temporada 2016-2017 e rapidamente se destacou com ótimas atuações durante o outono de 2016, durante a ausência por lesão de Xenia Smits.
Nos Jogos Olímpicos de Verão de 2024, em Paris, conquistou a medalha de prata no torneio feminino do handebol, após confronto na final contra a equipe norueguesa.